# 张庆一
张庆一(1969年3月-)，男，汉族，河南鲁山人，中共河南省委党校研究生，理学学士，中共党员，中国政治人物。现任许昌市市长。

## 简历
曾任宝丰县县长、中共宝丰县委书记、平顶山市副市长等职。
2021年，任中共许昌市委常委、统战部部长；2023年任中共许昌市委常委、市政府常务副市长。
2024年9月，任中共许昌市委副书记、市委政法委书记。
2025年2月，任许昌市市长。